# Kurt Landauer
Pour les articles homonymes, voir Landauer.
Kurt Landauer (28 juillet 1884 – 21 décembre 1961) est un entrepreneur allemand. Bien que sa profession soit officiellement « marchand », il est surtout connu pour ses trois mandats de président du club de football du FC Bayern Munich. À ce jour, il est celui qui est resté le plus longtemps à ce poste.

## Biographie
Landauer est né à Planegg (à côté de Munich) et, encore jeune, rejoint le Bayern en 1901 en tant que joueur. Peu de temps après, il doit partir pour Lausanne mais revient à Munich en 1905. En 1913, il est élu président du club pour la première fois mais la Première Guerre mondiale met fin précipitamment à ses fonctions en 1914. Lorsque Landauer revient à Munich après la guerre en 1919, il est réélu pour un second mandat à la tête du club. Sa présidence dure jusqu'en 1933 avec un intermède en 1922. Il est le premier président à faire rentrer le club dans les annales du championnat national lorsque le Bayern défait le Eintracht Francfort en finale du 1932. L'accession au pouvoir des Nazis l'oblige à renoncer à son poste le 22 mars 1933.
Étant juif, Landauer est arrêté par les Nazis le 10 novembre 1938 et déporté au camp de concentration de Dachau. Grâce à ses états de service pendant la Première Guerre mondiale, il est autorisé à quitter Dachau après 33 jours passés aux arrêts. Il émigre alors en Suisse le 15 mars 1939. Tous ses frères et sœurs seront assassinés par les Nazis, à l'exception de sa sœur Henny. En 1940, le Bayern Munich se rend à Genève pour un match amical contre l'équipe de Suisse de football. Lorsque les joueurs aperçoivent Landauer dans les gradins au milieu des spectateurs, ils saluent leur ancien président. Ceci ne plaît pas à la Gestapo, qui menace les joueurs de représailles.
Après la Seconde Guerre mondiale, en 1947, Landauer revient une troisième fois à Munich et est de nouveau élu président du club. Son mandat durera jusqu'en 1951, date à laquelle il n'est pas réélu. 
Landauer meurt le 21 décembre 1961 à Munich à l'âge de soixante-dix-sept ans.
Il reste, en 2014, le président ayant le dirigé le club le plus longtemps (dix-huit ans) ; après lui, suivent Wilhelm Neudecker (†) (1962–79), largement considéré comme le « père du FC Bayern moderne », et Franz Beckenbauer (1994-2009).

## Hommages posthumes
Le 13 novembre 2013, il est fait Président d'Honneur du club.
À l'automne 2014, la Radio Bavaroise (Bayerischer Rundfunk) initie un projet pluri-média sur la vie de Kurt Landauer, dont un téléfilm, des réseaux sociaux et une application en réalité augmentée. Le téléfilm Landauer - Der Präsident (« Landauer, le Président ») sort le 15 octobre 2014 à la télévision allemande, réalisé par Hans Steinbichler. Son rôle est interprété par l'acteur Josef Bierbichler.